# Peggy Stewart
Peggy Stewart (* 5. Juni 1923 in West Palm Beach, Florida als Margaret O’Rourke; † 29. Mai 2019 in Los Angeles, Kalifornien) war eine US-amerikanische Schauspielerin, deren Karriere von 1937 bis 2014 andauerte. Sie wurde vorwiegend durch ihre Rollen in Western sowie in diversen Fernsehserien bekannt, insgesamt spielte Stewart in mehr als 120 Film- und Fernsehproduktionen mit.

## Leben
Peggy Stewart wurde am 5. Juni 1923 als Margaret O’Rourke in West Palm Beach, Florida geboren. Ihre Schwester war die spätere Profischwimmerin Patricia O’Rourke. In den 1930er-Jahren zog die Familie nach Kalifornien, wo sie den Schauspieler Henry O’Neill kennen lernte. Dieser empfahl Margaret bei Paramount Pictures, wodurch sie 1937 ihre erste Filmrolle in Frisco-Express erhielt. Zur selben Zeit nahm sie ihren Künstlernamen Peggy Stewart an. Weitere kleinere Rollen erhielt Stewart anschließend im Drama White Banners sowie in der Musikkomödie That Certain Age.
Durch den hohen Erfolg von Frisco-Express erhielt Stewart nach Unterzeichnen eines Vertrages mit Republic Pictures im April 1944 weitere Filmangebote, die meisten davon Western. In den folgenden Jahren spielte sie so in mehreren Dutzend Filmen mit, darunter auch einige Haupt- und wichtige Nebenrollen. In den 1950er-Jahren trat Stewart vorwiegend in Fernsehserien sowie einigen Fernsehfilmen auf.
In den 1960er- und 1970er-Jahren ließ ihr Erfolg langsam nach. Sie zog nach Studio City bei Los Angeles und spielte nur noch vereinzelt in Gastauftritten in Serien und Filmen mit. So war Stewart unter anderem von 1959 bis 1964 in insgesamt fünf Folgen von Rauchende Colts sowie 1974 bis 1976 in drei Folgen von Notruf California zu sehen. Für ihre Leistungen als Schauspielerin in Western wurde sie 1984 mit dem jährlich an Filmschaffende dieses Genres verliehenen Golden Boot Award geehrt.
Seit den 2000er-Jahren erhielt Stewart wieder mehr Rollenangebote, darunter 2012 als Grandma Delores in der Filmkomödie Der Chaos-Dad an der Seite von Adam Sandler sowie in einer Vielzahl bekannter Fernsehserien. Von 2007 bis 2008 war sie in insgesamt acht Folgen von The Riches zu sehen. 2009 und 2010 spielte Stewart die Rolle der Sylvia in zwei Folgen von Das Büro. Sie blieb bis ins hohe Alter als Schauspielerin sowie als Interviewpartnerin für diverse Dokumentarfilme zum Genre Western aktiv. Zudem war Stewart regelmäßig als Gaststar auf Filmfestivals zum Thema Western zu sehen. Seit 1993 trat sie unter anderem jährlich beim Lone Pine Film Festival auf.
Peggy Stewart war zweimal verheiratet. Von 1940 bis zur Scheidung im Jahr 1944 mit dem Schauspieler Don Barry, dann von 1953 bis zu dessen Tod im Februar 2000 mit dem Schauspieler Buck Young. Sie starb am 29. Mai 2019, eine Woche vor ihrem 96. Geburtstag, in Los Angeles.

## Filmografie (Auswahl)

### Filme
- 1937: Frisco-Express (Wells Fargo)
- 1938: White Banners
- 1938: Little Tough Guy
- 1938: That Certain Age
- 1938: Little Tough Guys in Society
- 1939: Man About Town
- 1939: 5th Avenue Girl
- 1939: Everybody’s Hobby
- 1940: Star Dust
- 1940: Hölle, wo ist dein Sieg? (All This, and Heaven Too)
- 1941: Seitenstraße (Back Street)
- 1942: Sleepytime Gal
- 1943: Girls in Chains
- 1944: Tucson Raiders
- 1944: Silver City Kid
- 1944: Stagecoach to Monterey
- 1944: Cheyenne Wildcat
- 1944: Code of the Prairie
- 1944: Firebrands of Arizona
- 1944: Sheriff of Las Vegas
- 1945: Utah
- 1945: The Vampire’s Ghost
- 1945: Oregon Trail
- 1945: Bandits of the Badlands
- 1945: Marshal of Laredo
- 1945: Rough Riders of Cheyenne
- 1945: The Tiger Woman
- 1946: The Phantom Rider
- 1946: Days of Buffalo Bill
- 1946: California Gold Rush
- 1946: Sheriff of Redwood Valley
- 1946: Alias Billy the Kid
- 1946: Red River Renegades
- 1946: Conquest of Cheyenne
- 1946: The Invisible Informer (Kurzfilm)
- 1946: Stagecoach to Denver
- 1947: Son of Zorro
- 1947: Trail to San Antone
- 1947: Vigilantes of Boomtown
- 1947: Rustlers of Devil’s Canyon
- 1947: Messenger of Peace
- 1948: Tex Granger
- 1948: Lassy La Roc, der Mann der Peitsche, 4. Teil – Von Banditen befreit (Dead Man’s Gold)
- 1948: Fuzzy und die bösen Buben (Frontier Revenge)
- 1949: The Fighting Redhead
- 1950: Hollywood Varieties
- 1950: Cody of the Pony Express
- 1951: The Pride of Maryland
- 1952: Kampf um die Silbermine (The Black Lash)
- 1952: Kansas Territory
- 1952: Montana Incident
- 1961: When the Clock Strikes
- 1961: Gun Street
- 1961: The Clown and the Kid
- 1967: Der Weg nach Westen (The Way West)
- 1970: Die Bestialischen (The Animals)
- 1972: Pickup on 101
- 1973: The Stranger (Fernsehfilm)
- 1973: Der Bucklige vom Horror-Kabinett (Terror in the Wax Museum)
- 1975: White House Madness
- 1976: Sie nannten ihn El Lute (Bobbie Jo and the Outlaw)
- 1977: Verschwörung in Black Oak (Black Oak Conspiracy)
- 1979: Der Fluch des Hauses Usher (The Fall of the House of Usher; Fernsehfilm)
- 1980: Jenseits des Bösen (Beyond Evil)
- 2004: Big Chuck, Little Chuck
- 2010: The Runaways
- 2010: The Bag (Kurzfilm)
- 2011: Dadgum, Texas
- 2012: Der Chaos-Dad (That’s My Boy)

### Fernsehserien
Soweit nicht anders erwähnt jeweils eine Folge
- 1957/1961: Have Gun – Will Travel (zwei Folgen)
- 1959–1964: Rauchende Colts (Gunsmoke; fünf Folgen)
- 1959: Peter Gunn
- 1959: Yancy Derringer
- 1961: Unglaubliche Geschichten (The Twilight Zone)
- 1964: Auf der Flucht (The Fugitive)
- 1965: Daniel Boone
- 1970: Der Chef (Ironside)
- 1974/1976: Notruf California (Emergency!, drei Folgen)
- 1975: Baretta
- 1980: Taxi
- 1980: Quincy (Quincy M. E.)
- 1993: Seinfeld
- 1999: Beverly Hills, 90210
- 2000: Charmed – Zauberhafte Hexen (Charmed, Folge 2x19)
- 2001: Popular
- 2001: Yes, Dear
- 2007: My Name Is Earl
- 2007–2008: The Riches (acht Folgen)
- 2008: Navy CIS (NCIS)
- 2009: Weeds – Kleine Deals unter Nachbarn (Weeds)
- 2009: FlashForward
- 2009/2010: Das Büro (The Office; zwei Folgen)
- 2010: Justified
- 2010: Community
- 2014: Getting On – Fiese alte Knochen (Getting On)